# Grande Nature morte
Grande Nature morte est un tableau peint par Pablo Picasso en 1918. Cette huile sur toile est une nature morte cubiste représentant une table sur laquelle sont posés un compotier, une bouteille et un verre. Partie de la collection Jean Walter et Paul Guillaume, elle est conservée au musée de l'Orangerie, à Paris.

## Expositions
- Apollinaire, le regard du poète, musée de l'Orangerie, Paris, 2016 — n°102.